# Half-Life: Opposing Force
Half-Life: Opposing Force is een uitbreiding op het FPS computerspel Half-Life, ontwikkeld door Gearbox Software en uitgebracht op 10 november 1999.
Opposing Force is een standalone uitbreiding, wat wil zeggen dat het originele spel niet vereist is om Opposing Force te kunnen spelen. Net als de andere uitbreidingen van Gearbox, Half-Life: Blue Shift en Half-Life: Decay, speelt Opposing Force zich af gedurende de gebeurtenissen van Half-Life, maar dan gezien vanuit het perspectief van een ander personage: een Amerikaanse marinier Adrian Shephard. In het originele spel hoort Adrian bij de vijand, het is dan ook de missie van Adrian om de Black Mesa Research Facility te neutraliseren door middel van een militaire cover-up operatie.

## Platforms
- Linux (31 juli 2013)
- Windows (10 november 1999)

## Trivia
- De naam van Opposing Force is een referentie naar de derde wet van Newton, die in het Engels zo heet.
- In een bepaald kantoor in het spel is een foto van Gordon Freeman met de tekst "Employee of the month" (Nederlands: "Medewerker van de maand").